# Francesco Lana Terzi
Francesco Lana Terzi (it. Francesco Lana de Terzi; * 10. Dezember 1631 in Brescia; † 22. Februar 1687 ebenda) war ein katholischer Priester des Jesuitenordens, der bereits im 17. Jahrhundert ein Luftschiff entwarf und die Idee zu einer Blindenschrift entwickelte.

## Entwurf eines Luftschiffes

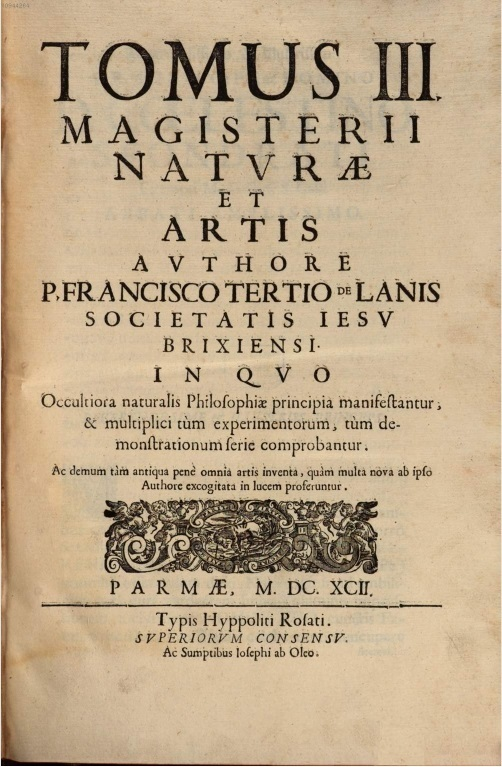
Titelblatt von Lanas Prodrom ... Parma 1692

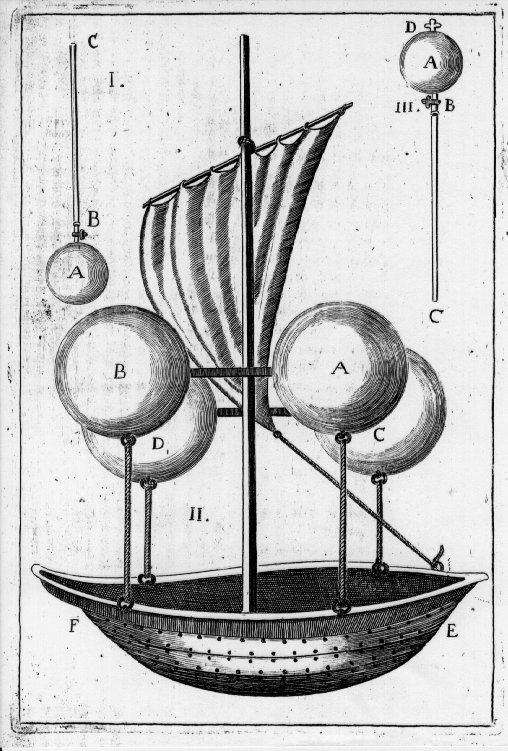
Entwurf des Luftschiffes

Im Jahre 1670 veröffentlichte der Jesuit Francesco Lana Terzi ein Buch mit dem Titel Prodromo ovvero saggio di alcune invenzioni nuove premesso all'arte maestra (dt.: „Vorbote oder Versuch [Essay] über einige neue Erfindungen im Vorfeld der Hauptkunst“) und beschrieb darin ein „Flugschiff“, dessen hölzerner Rumpf von der Form her an einen Einbaum erinnert. Angeregt durch die Experimente von Otto von Guericke mit den Magdeburger Halbkugeln im Jahr 1663 hatte Lana (de) Terzi eine Ballontheorie aufgestellt.
Sein – allerdings nie gebautes – Flugschiff besaß einen Mast in der Mitte des Schiffsrumpfes, an dem ein Segel angebracht war. Das Luftschiff sollte sich damit wie ein Segelschiff steuern lassen. Weiterhin sollte es vier Masten, an denen Kugeln aus Kupfer befestigt waren, bekommen. Die Kugeln sollten aus sehr dünnem Kupferblech hergestellt werden und einen Durchmesser von jeweils 7,5 Metern haben. Terzi hatte berechnet, dass das Gewicht einer Kugel 180 Kilogramm betrage, die sich in den Kugeln befindliche Luft aber 290 Kilogramm wiegen würde. Die Kupferkugeln sollten luftleer gepumpt werden und damit, da sie leichter als die umgebende Luft wären, für Auftrieb sorgen und es sogar ermöglichen, dass 6 Personen in diesem Luftschiff mitfahren konnten.
Zu seiner Zeit besaß man nicht die Möglichkeiten, derart dünnes Kupferblech herzustellen, zudem hätte der Druck der Umgebungsluft die Kugeln zusammengedrückt, was aber Lana de Terzi noch nicht bekannt war. Seine Idee wurde daher niemals in die Praxis umgesetzt. Francesco Lana de Terzi war außerdem bewusst, dass man ein solches Gefährt auch als Kriegswaffe einsetzen und damit Städte aus der Luft angreifen könnte und so schrieb er selbst: Gott wird es nicht billigen, dass eine solche Maschine in die Tat umgesetzt wird, um zu verhindern, dass Regierung und die Politik umgewälzt wird.
Dass die Idee eines solchen mit Vakuum-Kugeln arbeitenden Luftschiffes rein physikalisch nicht realisierbar ist, wies im Jahre 1710 Gottfried Wilhelm Leibniz nach, und bis heute ist ein solches auch nicht gebaut worden. Ein Nachbau von Lana de Terzis Erfindung wird im Smithsonian National Air and Space Museum in Washington, D.C. ausgestellt. Ihm zu Ehren benannte das UK Antarctic Place-Names Committee am 23. September 1960 den Lana Point nach ihm, eine Landspitze an der Westküste der Antarktischen Halbinsel. Der Asteroid des Hauptgürtels (6892) Lana wurde ebenfalls nach ihm benannt.

## Entwurf zu einer Schrift für Blinde
Ebenfalls in seinem oben erwähnten Buch Prodromo … befindet sich das Kapitel „Auf welche Weise ein Blindgeborener nicht nur schreiben lernen, sondern auch unter einer Chiffre seine Geheimnisse verbergen und die Antworten in denselben Chiffren verstehen kann“: Francesco Lana de Terzi erwog verschiedene Möglichkeiten, zum Beispiel eine Schnur- oder Knüpfschrift, aber auch eine Geheimschrift. Diese Geheimschrift sollte aus einer flachen Schrift bestehen, bei der die Buchstaben in ein System von Linien übersetzt und mit Punkten versehen werden. Diese Linien und Punkte würden, da sie auf dem Papier erhabene Strukturen vorweisen, tastbar sein. Er empfahl darüber hinaus, dass blinde Menschen, wenn sie die Schrift der Sehenden schreiben wollen, Saiten oder Drähte benutzen sollten, damit sie die Zeilen einhalten könnten. Damit ist er der Erfinder der „Handführer“, die noch heute – in allerdings abgewandelter Form – verwendet werden, wenn Blinde eine kurze Mitteilung für Sehende verfassen oder eine Unterschrift abgeben.

## Schriften
- Prodromo ovvero saggio di alcune inventione nuove premesso all'arte Maestra Opera che prepara il P. Francesco Lana, Bresciano della Compagnia di Giesu. Per mostrare li più reconditi proncipij della Naturale Filosofia, riconosciuti con accurata Teorica nelle più segnalate inventioni, ed isperienze fin'hora ritrovate da gli scrittori di questa materia & altre nuove dell'autore medesimo. – Brescia : Rizzardi, 1670 (Neuauflage: Milan: Longanesi, 1977)
- Magisterium naturae et artis, opus physicale matematicum. – Brescia : Jo. Maria Ricciardi, 1684–86 [Band 1 & 2] & Parma : H. Rosati, 1692 [Band 3]